# Hombourg
Hombourg é uma comuna francesa na região administrativa de Grande Leste, no departamento Alto Reno. Estende-se por uma área de 15,35 km². Em 2010 a comuna tinha 1 366 habitantes (densidade: 89 hab./km²).